# Варвар и гейша
«Ва́рвар и ге́йша» (англ. The Barbarian and the Geisha) — американский художественный фильм в жанре приключенческой исторической драмы, поставленный режиссёром Джоном Хьюстоном по произведению Эллиса Сен-Джозефа на основе реальных событий, политических отношений между США и Японией в середине XIX века. Премьера фильма состоялась 30 сентября 1958 года.

## Сюжет
В июле 1856 года президент США Франклин Пирс посылает нью-йоркского купца и незначительного политика Таунсенда Харриса в Японию в качестве первого американского генерального консула в этой стране. Помимо враждебного отношения островного населения к иностранцам, Харрис обретает любовь юной гейши.

## В ролях
- Джон Уэйн — Таунсенд Харрис[2]
- Эйко Андо — Окити
- Сэм Джаффе — Генри Хюскен
- Со Ямамура — губернатор Тамура

## Съёмочная группа
- Режиссёр-постановщик: Джон Хьюстон
- Сценаристы: Чарльз Грейсон, Найджел Балчин (нет в титрах), Джеймс Эдвард Грант (нет в титрах), Альфред Хэйес (нет в титрах)
- Продюсер: Юджин Френке
- Оператор: Чарльз Г. Кларк
- Композитор: Хьюго Фридхофер
- Монтажёр: Стюарт Гилмор
- Художники-постановщики: Джек Мартин Смит, Лайл Р. Уилер
- Художник по костюмам: Шарль Ле Мэр
- Гримёры: Бен Най, Уэб Аверлендер
- Звукорежиссёры: Уоррен Б. Делаплейн, Карлтон У. Фолкнер, У. Д. Флик, Уолтер Росси
- Дирижёр: Лайонел Ньюман